# Coração de Jesus (Viseu)
Coração de Jesus (llamada oficialmente Viseu (Coração de Jesus)) era una freguesia portuguesa del municipio de Viseo, distrito de Viseo.

## Historia
Fue suprimida el 28 de enero de 2013, en aplicación de una resolución de la Asamblea de la República portuguesa promulgada el 16 de enero de 2013 al unirse con las freguesias de Santa Maria de Viseu y São José, formando la nueva freguesia de Viseu.